# Гнатюк Юрій Вікторович
Гнатюк Юрій Вікторович (3 травня 1990, м. Красилів, Хмельницька область — 11 червня 2016, біля Авдіївки) — український військовий, боєць Добровольчого Українського Корпусу «Правого сектору».

## Життєпис
Народився 3 травня 1990 року в місті Красилів, Хмельницька область.
Навчався в середній школі №2. 

### Обставини загибелі
Загинув під час обстрілів шахти «Путилівська» («Бутівка-Донецька») в районі міста Авдіївка 11 червня 2016 року. Похований в с. Сорокодуби, Красилівський район, Хмельницька область.

## Нагороди
- Відзнака «Бойовий Хрест Корпусу»

## Вшанування пам'яті
- 17 жовтня 2016 року у місті Красилові на фасаді школи №2 відкрито меморіальну дошку в його честь.[3]
- 29 квітня 2022 року Красилівська міська рада перейменувала вулицю Пушкіна в Красилові на честь Юрія Гнатюка.[4]
- Його портрет розміщений на меморіалі «Стіна пам'яті полеглих за Україну» у Києві: секція 8, ряд 1, місце 36[джерело?]